# Transporte
Transporte é o movimento de pessoas e mercadorias entre locais. O campo de transporte apresenta diversas características a nível de infraestrutura, veículos e operações comerciais. Por infraestrutura entende-se a rede viária, de transporte rodoviário, ferroviário, aéreo, fluvial, tubular, etc. que é usada, assim como os terminais como estradas, aeroportos, estações ferroviárias, portos, terminais de autocarro e todo o tipo de equipamento similar. Os veículos, como automóveis, bicicletas, autocarros, comboios e aviões, ou as próprias pessoas ou animais quando viajam a pé, geralmente trafegam por uma qualquer rede. As operações comerciais estão relacionadas com a maneira como os veículos operam na rede e o conjunto de procedimentos especificados para o propósito desejado, incluindo o ambiente legal (leis, códigos, regulamentos, etc.). Políticas, como por exemplo financiar o sistema, podem ser consideradas parte das operações.
De maneira ampla, o projeto da rede viária é do domínio da engenharia civil e planejamento urbano; o projeto de veículos, da engenharia mecânica e de setores especializados como engenharia náutica (naval), e engenharia aeroespacial; e as operações são geralmente especializadas, às vezes pertencendo a engenharia de sistemas.

## História
Os primeiros meios de transporte humanos foram a caminhada e a natação. A domesticação dos animais introduziu uma nova forma de colocar o peso dos transportes sobre criaturas mais fortes, permitindo que cargas mais pesadas fossem transportadas, com uma maior velocidade e  menor duração das jornadas. Invenções como a roda e o trenó ajudaram a tornar mais eficiente o transporte por animais através da introdução de veículos. Também o transporte aquático, incluindo embarcações a remo, a boi  e a vela, remonta a épocas primitivas, e foi a única forma eficiente de transporte de grandes quantidades ou em grandes distâncias até a Revolução Industrial.
As primeiras formas de transporte rodoviário foram cavalos, bois ou mesmo seres humanos transportando mercadorias em estradas de terra, muitas vezes seguindo trilhas de caça. Estradas pavimentadas foram construídas por muitas civilizações antigas, incluindo a Mesopotâmia e a Civilização do Vale do Indo. Os impérios persa e romano construíram ruas e calçadas para permitir que seus exércitos viajassem mais rapidamente (ver: Estrada Real Persa e Estrada romana). Uma camada inferior de brita garantia que as estradas se mantivessem secas. O califado medieval construiu mais tarde estradas de tarmac. As primeiras embarcações eram canoas feitas a partir de troncos de árvores escavados. O transporte aquático primitivo era realizado por embarcações que usavam  o remo ou o vento (ver: Navegação à vela) para propulsão naval, ou ainda uma combinação de ambos. A importância da água levou a maioria das cidades a se destacarem pelo comércio e a se desenvolverem próximos a rios ou no mar, muitas vezes na interseção de dois corpos de água. Até a Revolução Industrial, o transporte permaneceu lento e caro, a produção e o consumo mantinham-se o mais próximo quanto fosse possível.
A Revolução Industrial, no século XIX, trouxe um grande número de invenções que modificaram radicalmente o transporte. Com o telégrafo, a comunicação se tornou instantânea e independente do transporte. A invenção da máquina a vapor, seguida de perto por sua aplicação no transporte ferroviário, tornou o transporte terrestre independente da força humana ou da tração animal. Velocidade e capacidade cresceram rapidamente, permitindo a especialização, e a produção passou a poder ser realizada independente da localização dos recursos naturais. No século XIX também ocorreu o desenvolvimento do barco a vapor, que acelerou o transporte global.
Com o desenvolvimento do motor a combustão e do automóvel na virada do século XIX, o transporte rodoviário tornou-se mais viável, o que permitiu a introdução do transporte mecânico particular. As primeiras rodovias foram construídas no século XIX com macadame. Posteriormente, tarmac e concreto tornaram-se o material predominante na pavimentação. Em 1906, o brasileiro Alberto Santos Dumont exibiu o primeiro avião, e após a Primeira Guerra Mundial, este se tornaria uma forma mais rápida de transportar pessoas e mercadorias por longas distâncias.
Após a Segunda Guerra Mundial, o automóvel e o avião ganharam mais participação no transporte, limitando o transporte ferroviário e hidroviário ao transporte de carga e de curta distância para passageiros. O transporte espacial foi iniciado na década de 1950, com rápido crescimento até os anos 1970, quando o interesse diminuiu. Na década de 1950, a introdução dos contêineres trouxe enormes ganhos de eficiência ao transporte de mercadorias, permitindo a globalização. As viagens aéreas internacionais tornaram-se muito mais acessíveis no ano de  1960, com a comercialização do motor a jato. Junto com o desenvolvimento dos automóveis e das auto-estradas, isto causou um declínio nos transportes ferroviários e hidroviários. Após a introdução do Shinkansen em 1964, trens de alta velocidade na Ásia e Europa começaram a tomar passageiros de rotas de longa distância das companhias aéreas.

No Brasil, o Direito ao Transporte foi elencado nos Direitos Sociais através da Emenda Constitucional n.º 90, de 15 de setembro de 2015.

## Modos e categorias
A tabela abaixo resume as tipologias de transporte segundo variados critérios, que abaixo estão mais explicadas.
| Propriedade        | Quantidade            | Utilidade                 | Tração                      | Meio                 | Tipo de via            | Plano                 |
| ------------------ | --------------------- | ------------------------- | --------------------------- | -------------------- | ---------------------- | --------------------- |
| Transporte público | Transporte coletivo   | Transporte de cargas      | Transporte de tração humana | Transporte terrestre | Transporte rodoviário  | Transporte horizontal |
| Transporte privado | Transporte individual | Transporte de passageiros | Transporte de tração animal | Transporte aquático  | Transporte ferroviário | Transporte vertical   |
|                    |                       |                           | Transporte motorizado       | Transporte aéreo     | Transporte cicloviário |                       |
|                    |                       |                           |                             | Transporte espacial  | Transporte dutoviário  |                       |

### Transporte de tração humana

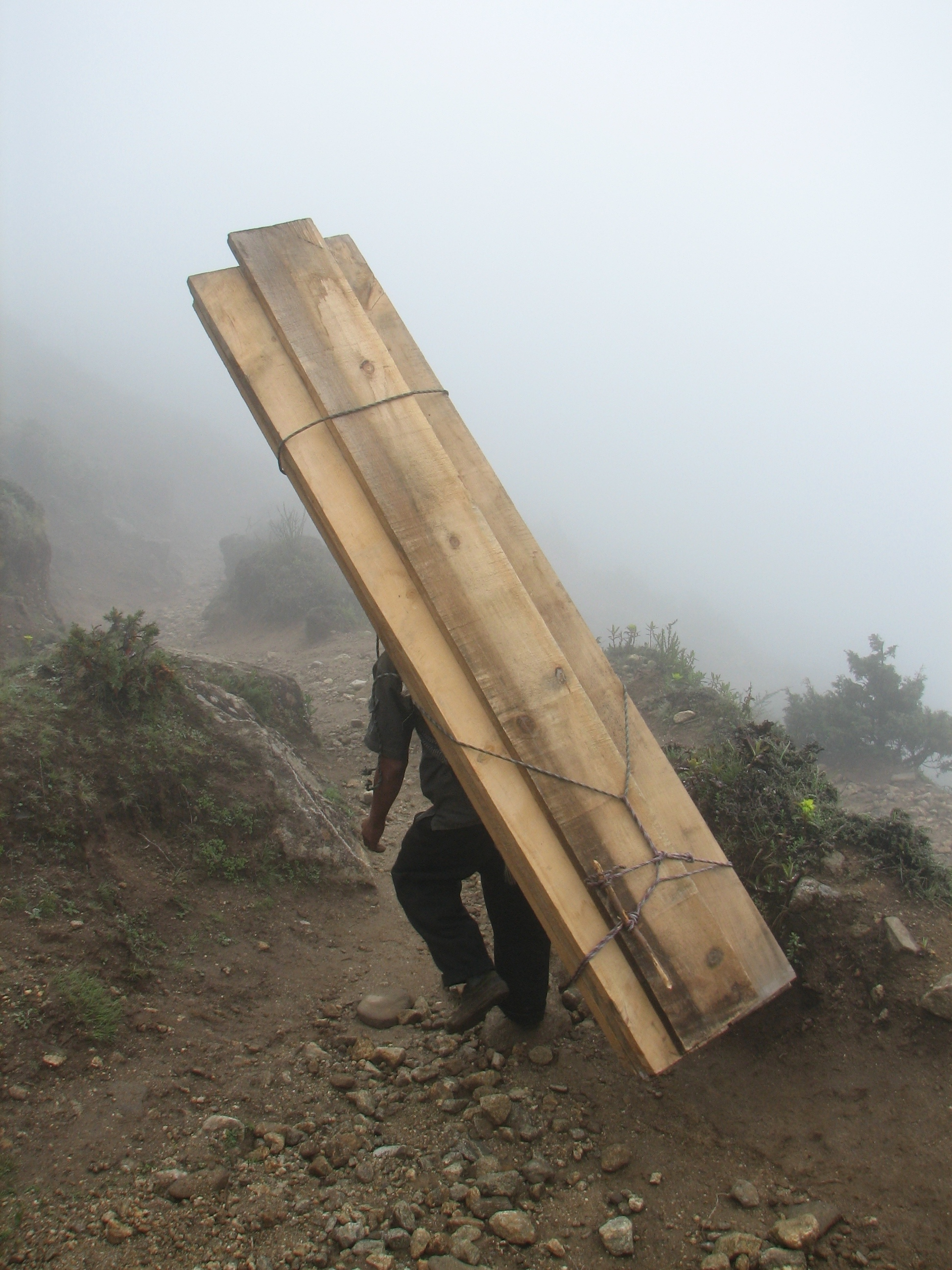
Homem carregando madeira no Himalaia, próximo ao Monte Evereste.

O transporte de tração humana é o movimento de pessoas e cargas utilizando-se a força de tração do próprio ser humano. As pessoas, com ou sem cargas, podem se deslocar somente com o próprio movimento do corpo ou tracionando veículos diretamente, individual ou em grupo de pessoas. Esse tipo de transporte por ser realizado tanto em terra, no ar, na água ou até no espaço sideral.

#### Não veicular
- Rastejamento
- Pedestrianismo
- Caminhada (240 watts)
- Corrida (1000 watts)
- Corrida de curta distância a 25 km/h (1700 watts)[15]
- Natação e mergulho
- Alpinismo, montanhismo ou rapel

#### Veículos de tração humana (VTH)

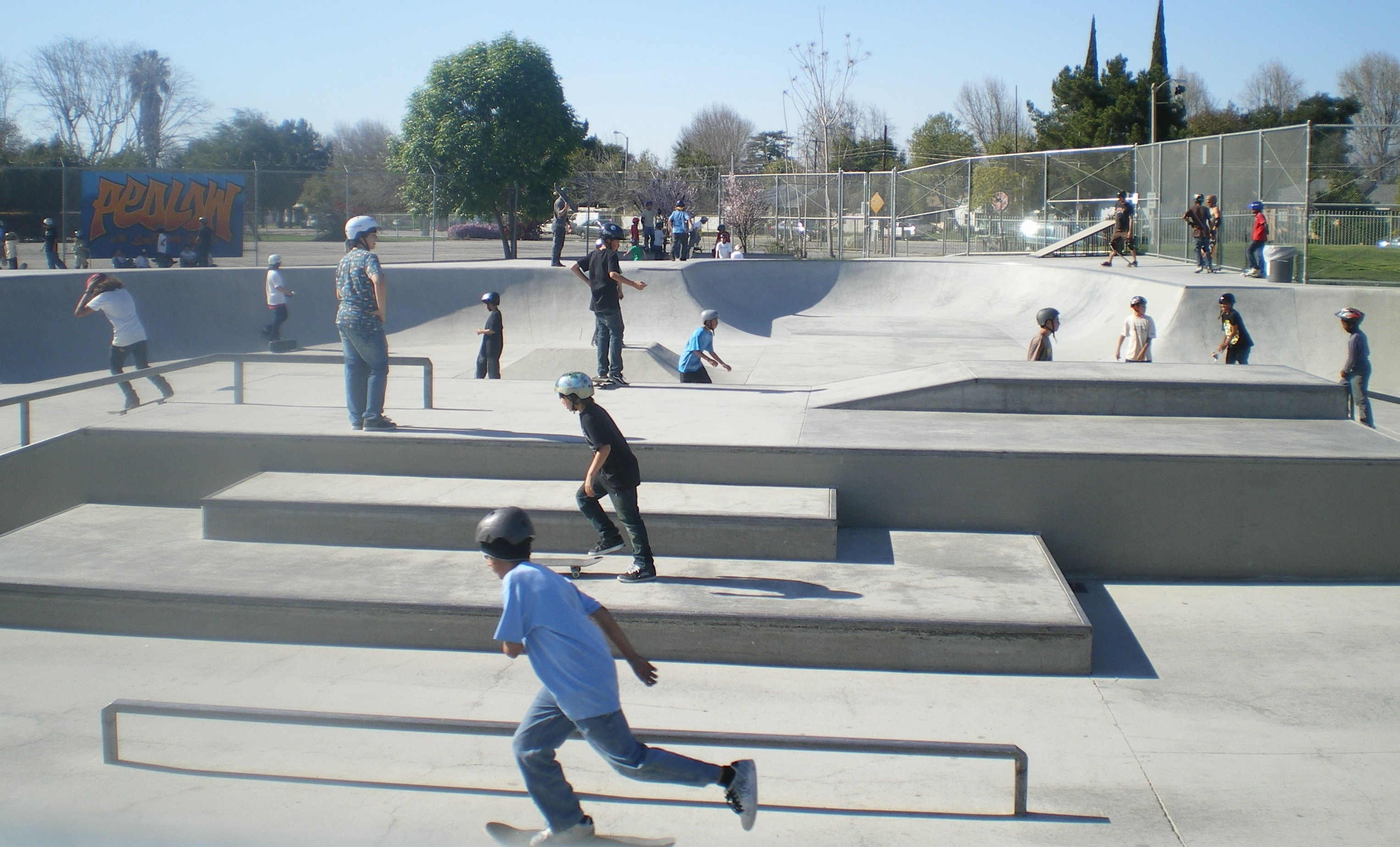
O Skateboard é propelido por um simples "empurrão" (um pé sobre o esqueite e um pé empurrando contra o chão) ou pela força natural da gravidade.

- Aeronave de propulsão humana - planador, asa delta, girocóptero, balão e dirigível com propulsão a pedal e/ou pela força da gravidade
- Canoagem e Caiaquismo
- Ciclismo utilizando uma bicicleta, monociclo, triciclo, quadriciclo, velomóvel ou veículo similar com rodas, incluindo variações coletivas como bicicleta tandem e sidecar
- Draisiana
- Esqueite
- Esqui cross-country
- Handcycles
- Kicksled
- Patinação no gelo
- Patinação sobre rodas
- Patinete
- Sirga

#### Veículos para transporte de terceiros

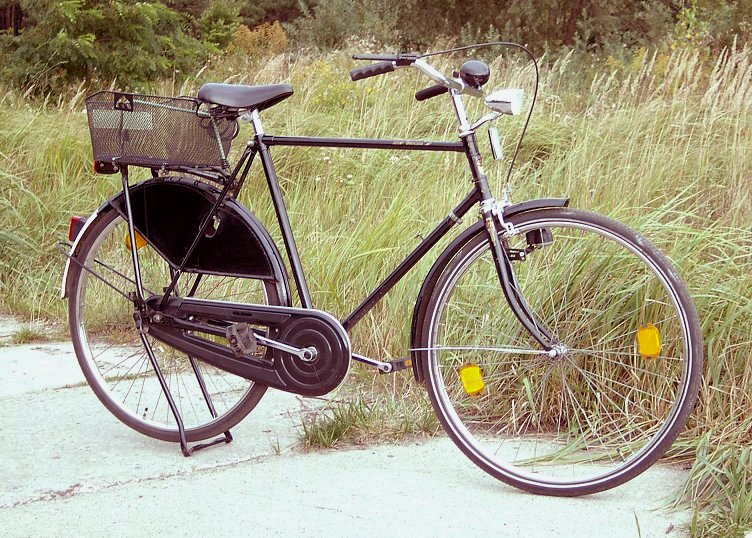
A bicicleta é o mais popular dos veículos de tração humana.

- Bicicleta
- Ciclo-riquixá
- Galé
- Gôndola
- Liteira
- Maca
- Riquixá

### Transporte de tração animal

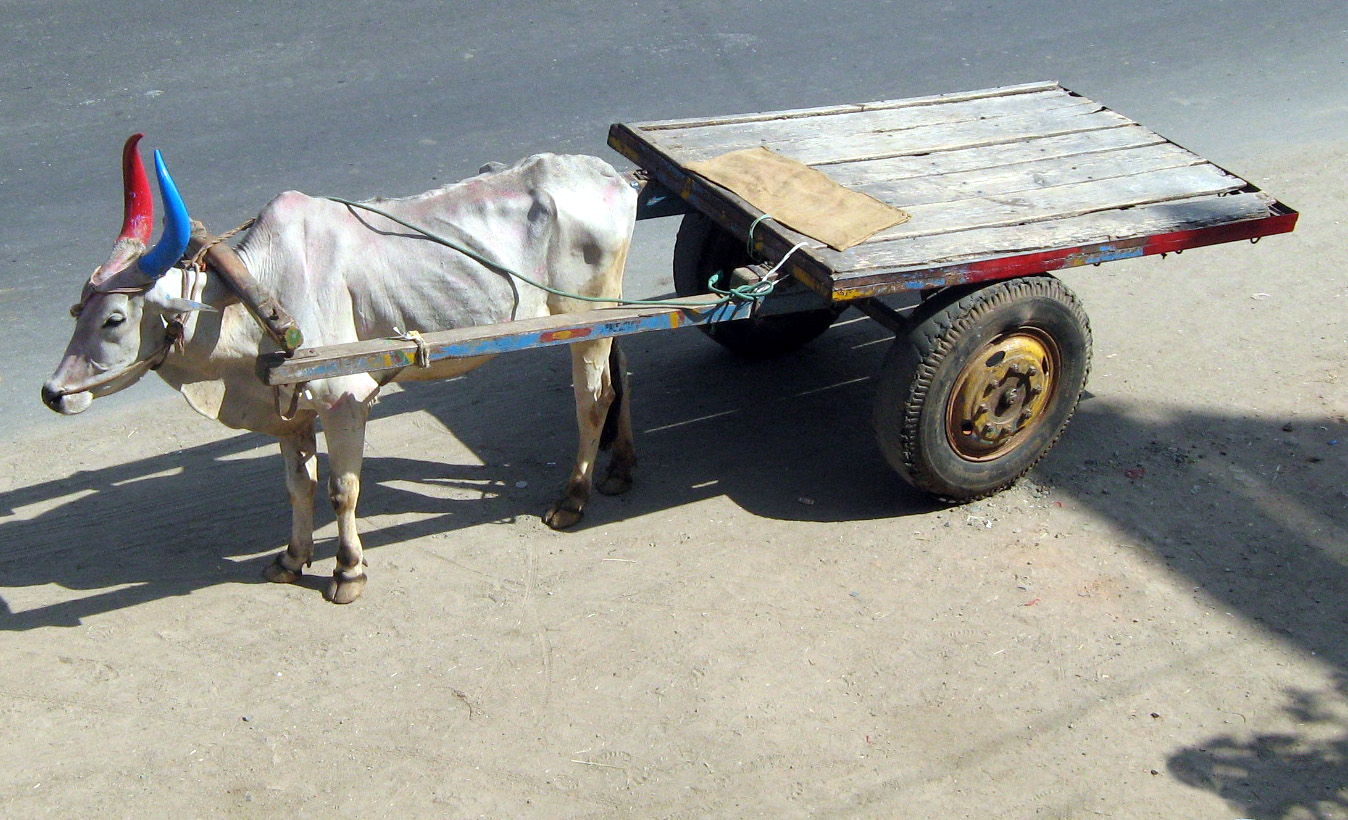
Carro de boi.

O transporte de tração animal é o movimento de pessoas e mercadorias utilizando-se um animal. As pessoas ou cargas podem ser montadas diretamente no animal ou podem ser carregadas em um veículo rebocado pela força de tração do animal. Esse tipo de transporte por ser realizado por terra, ar ou água.

#### Animais e veículos tracionados por animais para transporte
- Cavalo
- Burro
- Pombo-correio
- Jumento
- Elefante
- Camelo
- Dromedário
- Boi
- Vaca
- Carroça
- Charrete

### Transporte terrestre
O transporte terrestre é o movimento de pessoas e mercadorias por terra. Inclui o transporte rodoviário, ou seja, por rodovia, e o transporte ferroviário, por ferrovia.

#### Veículos de transporte terrestre
- Motocicleta
- Carro ou Automóvel
- Elevador
- Ônibus, Autocarro ou Microônibus
- Caminhão ou Camião
- Trem ou Comboio
- Locomotiva
- TGV
- Bonde ou Eléctrico
- Metropolitano, Metrô ou Trem metropolitano
- Aeromóvel

### Transporte aquaviário
|                                                                |  |                             |
| MS Freedom of the Seas, o maior navio de passageiros do mundo. |  | Hovercraft norte-americano. |

O transporte aquaviário é o movimento de pessoas e mercadorias pelo mar ou rios, em barcos e navios, usado principalmente para movimentar mercadorias em longas distâncias nos navios de turísticas nos transatlânticos.

#### Veículos de transporte marítimo / Fluvial
- Submarino
- Balsa
- Barca
- Barco
- Lancha
- Veleiro
- Navio
- Hovercraft
- Moto aquática
- Canoa
- Gôndola
- Transatlântico

### Transporte tubular

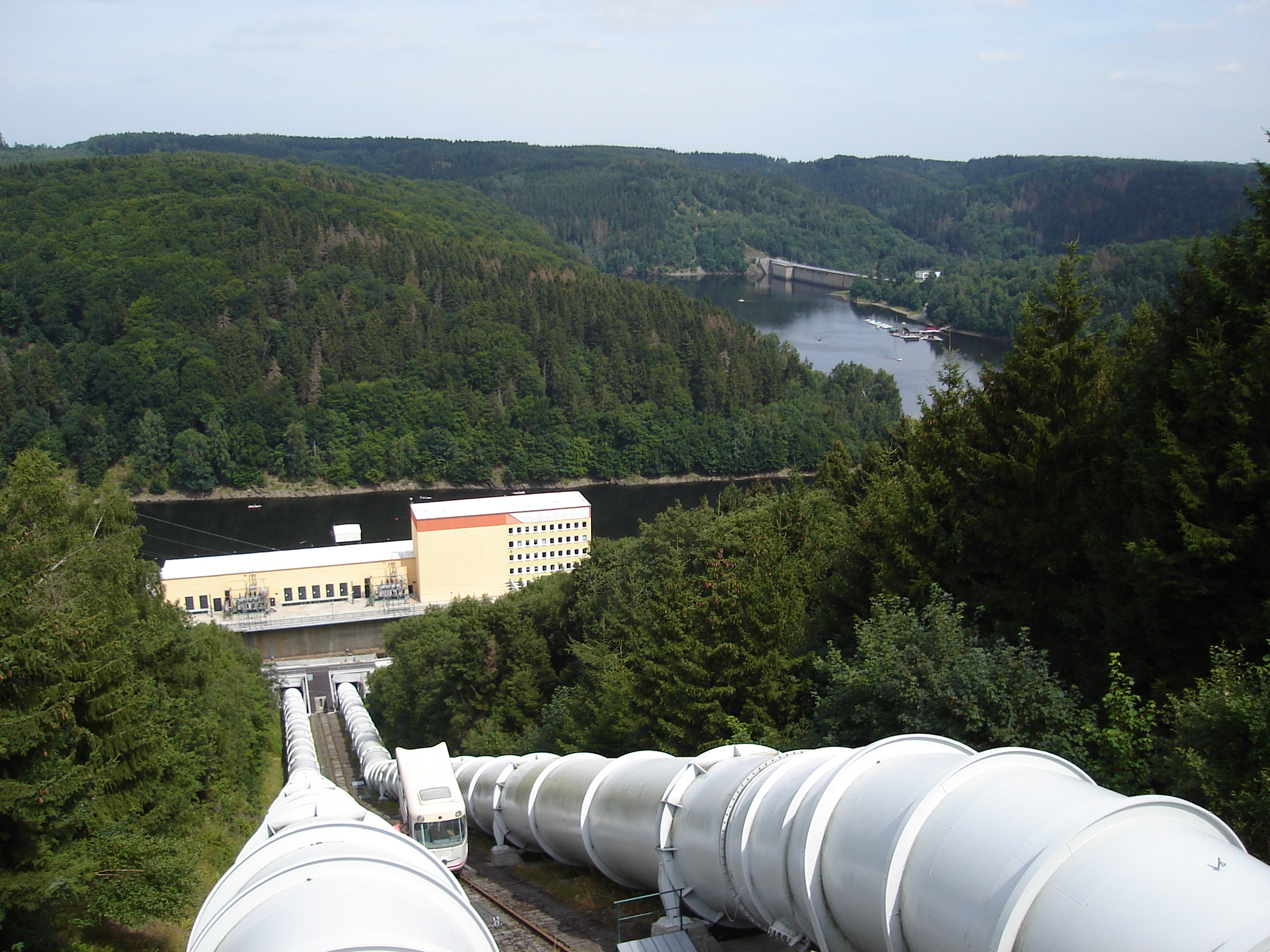
Oleoduto na Alemanha.

O transporte tubular ou dutoviário é utilizado normalmente para transportar produtos através de condutos tubulares, normalmente petróleo e gás natural. São mais conhecidas como:
- Gasoduto - no caso de transporte de gás natural
- Oleoduto - no caso de transporte de petróleo e seus derivados líquidos
- Alcoolduto - no caso de transporte de etanol
- Minerioduto - no caso de transporte de minérios

Os oleodutos, gasodutos  e alcooldutos, também conhecidos pelo nome em inglês pipeline, são o meio de transporte mais seguro e econômico que existe, para grandes quantidades.
Estima-se que, no Brasil, 500.000.000 de litros de hidrocarbonetos sejam transportados diariamente através de oleodutos.  No Brasil também são transportados suco de laranja e minério de ferro através deste método.
O transporte tubular tem como principais vantagens:
- A redução dos custos de transporte de líquidos, a médias e a longas distâncias;
- A diminuição da poluição, pois os riscos de acidente e de derrame ou fuga são reduzidos;
- A redução do consumo de combustíveis fósseis, pois os motores acionadores das bombas e compressores usados neste modal são acionados, na maior parte das vezes, por energia elétrica, que no Brasil, é proveniente de usinas hidrelétricas.

### Transporte aéreo
O transporte aéreo é o movimento de pessoas e mercadorias pelo ar usando aviões ou helicópteros, preferencialmente quando são urgentes ou de alto valor.
A aviação brasileira cresceu muito nos últimos anos. Com o surgimento de novas companhias aéreas e a modernização das demais, foi possível aumentar o número de assentos disponíveis na malha aérea.
O Brasil conta atualmente com duas grandes companhias aéreas, Tam e Gol, e outras de menor atuação, como a Azul, a Webjet, a Avianca e a Trip, além de outras empresas de aviação regional. Com a competição entre as companhias, foi possível melhorar os serviços aéreos e reduzir as tarifas.
Grandes companhias internacionais também operam no Brasil, como American Airlines, Continental Airlines, Delta Airlines, United Airlines, Lufthansa, Iberia, TAP Portugal, Japan Airlines, South African Airways, British Airways, Air France, Air Canada, além da Gol e da Tam, entre outras.

#### Veículos de transporte aéreo
- Avião (avião anfíbio, hidroavião, etc.)
- Ecranoplano
- Helicóptero (helicóptero anfíbio, convertiplano, etc.)
- Balão
- Paraquedas
- Planador
- Dirigível
- Veículo aéreo não tripulado
- Avião cargueiro
- Avião inflável

### Transporte espacial

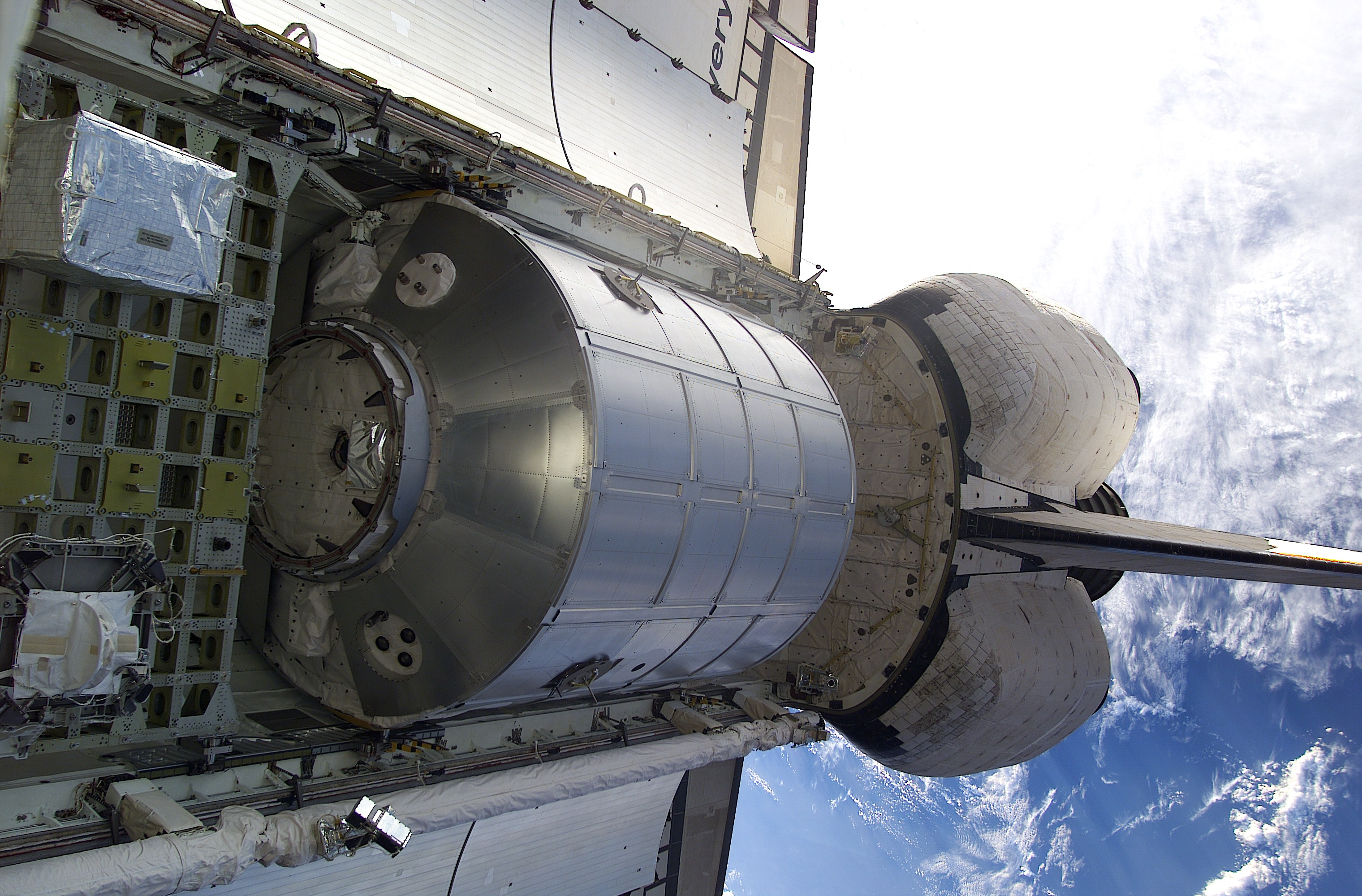
Módulo de Logística Multi-Propósito (Multi Purpose Logistics Module - MPLM) transportado na baia de carga paga do Ônibus Espacial Discovery. Foto tirada da Estação Espacial Internacional (International Space Station).

O transporte espacial é o movimento de pessoas e mercadorias pelo espaço sideral usando foguetes e/ou espaçonaves, sendo usado para movimentar astronautas, satélites artificiais, sondas espaciais, robôs, astromóveis ou qualquer outro tipo de equipamento para a exploração espacial.

#### Veículos de transporte espacial
- Avião espacial
- Cápsula espacial
- Elevador espacial
- Espaçonave
- Foguete espacial
- Ônibus espacial
- Satélite artificial
- Sonda espacial